# Самый умный
«Са́мый у́мный» — российско-украинская телеигра эрудиционно-развлекательного характера, являющаяся адаптацией британского телепроекта «Britain's Brainiest Kid». Лауреат телевизионной премии «ТЭФИ». Ведущие — Тина Канделаки (с 2003 по 2012 год), Людмила Добровольская (в 2013 году).
На СТС проект изначально хотела реализовать команда менеджеров под руководством Романа Петренко, но после его ухода основным инициатором идеи стал новый генеральный директор канала Александр Роднянский, одновременно являвшийся владельцем украинского телеканала 1+1 (первого производителя передачи).
Отборочные туры перед съёмками проводились начиная с октября 2002 года; съёмки начались в декабре того же года, а первый эфир состоялся 10 марта 2003 года. Последний выпуск вышел в эфир 23 июня 2013 года.
С 21 марта 2023 года по вторникам, а затем по пятницам на телеканале «Пятница!» выходит схожая телеигра Тины Канделаки «Умнее всех», являющаяся вольной интерпретацией формата «Britain’s Brainiest Kid».

## «Клуб самых умных»
«Клуб самых умных» объединяет лучших участников телевизионной игры. В клуб зачисляются игроки, показавшие наиболее высокий уровень знаний в текущем сезоне и набравшие наибольшее количество баллов. Клуб подразделяется на Младшую (6—7 классы), Старшую (8—10 классы) и Золотую (11 класс и студенты) лиги. В каждой лиге по 48 человек (кроме сезонов, когда набирается новая лига).

## Правила игры
Игра проходит в три раунда.

### Первый раунд
Двенадцати игрокам задаются вопросы из области общих знаний. Каждый вопрос имеет четыре варианта ответа, из которых один — верный. Для ответа на каждый вопрос даётся 5 секунд на размышление. Задача — дать наибольшее количество правильных ответов. Всего задаётся 18 обязательных вопросов (до лета 2004 года — по 12). После каждого ответа на восьмой, четырнадцатый и восемнадцатый вопросы на экран выводится турнирная таблица. По итогам первого раунда определяются шесть полуфиналистов (до лета 2004 года — по три, проводилось два первых тура с разными игроками).
Если невозможно выявить шесть лучших игроков, задаются дополнительные вопросы. На них уже не отвечают те игроки, которые прошли во второй тур на основных вопросах. После каждого дополнительного вопроса проверяется, определились ли ещё лидеры. Всего может быть задано до 6 дополнительных вопросов.
В случае, если шестёрка игроков не определена и после дополнительных вопросов, то проводится дополнительный конкурс между игроками, находящимися в турнирной таблице ближе всего к выходу в следующий тур (т. н. «группа преследования»).

### Дополнительный конкурс
Даётся 4 слова, которые нужно соотнести 4-м категориям. Например: «столицы и страны».
| Столица   | Страна       |
| --------- | ------------ |
| 1. Москва | А. Турция    |
| 2. Киев   | Б. Россия    |
| 3. Астана | В. Украина   |
| 4. Анкара | Г. Казахстан |

### «Дешифровщик»
Во второй тур проходят 6 игроков с наибольшим количеством баллов, полученных в первом туре. Чтобы определить порядок ответов игроков во втором (и в третьем) туре, предварительно проводится конкурс «дешифровщик». «Дешифровщик» — это задание, в котором игрокам предлагается отгадать слово, зашифрованное с помощью буквенно-цифрового кода, где каждая буква заменена соответствующей цифрой по системе T9. Буквы «Ё», «Й», «Ъ» в дешифровщике не употребляются. Чем раньше игрок справился с заданием, тем раньше он будет во втором туре отвечать на вопросы, и тем лучше его ситуация при выборе категории для прохождения второго тура. В третьем туре участнику предоставляется право выбрать себе игровой пульт.
Ключ для дешифровщика:
| 1 АБВ | 2 ГДЕ | 3 ЖЗИ |
| 4 КЛМ | 5 НОП | 6 РСТ |
| 7 УФХ | 8 ЦЧШ | 9 ЩЫЬ |
|       | 0 ЭЮЯ |       |

### Второй раунд
Сам второй тур проходит в два круга. В одном круге каждый из шести игроков должен выбрать тему, на которую он будет отвечать. Всего таких тем 12 (по шесть тем на круг). Одиннадцать тем могут меняться местами, в зависимости от лиги, а последняя (двенадцатая) тема, которая называется «Секрет», в случае, если игрок выберет эту тему, то ведущая расшифровывает эту тему со словами «Сегодня в „Секрете“ расшифровывается „***“». Если тема отыграна игроком, другие игроки выбрать её больше не могут. За минуту игрок должен стараться дать максимально возможное количество правильных ответов. За правильный ответ начисляется 1 балл. Если игрок не знает ответа на один из вопросов, то он может ответить «пас» или «дальше». Всего в одной категории может быть задано до 25 вопросов в течение минуты, и соответственно игрок за два круга может набрать 50 баллов. В этом туре важна быстрота реакции при ответе на вопрос. Были случаи, когда игрок не ответил ни на один вопрос, а были случаи, когда игрок ответил на абсолютно все вопросы. Выбор тем игроками идёт по цепочке, в соответствии с результатами конкурса «Дешифровщик». Во время первого круга второго тура ведущая обычно задаёт игроку вопросы о его жизни и точке зрения на всевозможные проблемы, видимо, с целью познакомиться с игроками поближе, а в новогодних выпусках — ещё и поздравления и желания родным, близким и даже народу, в случае, если бы он был президентом России (в случае с украинскими игроками — Украины). После ответов на первый круг, в первой части и в самом конце второго круга на экран выводится турнирная таблица. В финал проходит трое игроков, набравших больше всего баллов.
Если невозможно определить тройку лидеров, например, несколько игроков делят одно выводящее в финал место, между данными игроками проводится дополнительный конкурс, такой же, как в первом раунде.

### Третий раунд
«Дешифровщик» определяет порядок следования игроков в третьем туре. Первым отвечает игрок за красным пультом, вторым — игрок за жёлтым пультом, третьим — игрок за синим пультом.
Пример распределения вопросов на табло:
| 1  | 2  | 3  | 4  | 5  | 6  |
| 7  | 8  | 9  | 10 | 11 | 12 |
| 13 | 14 | 15 | 16 | 17 | 18 |
| 19 | 20 | 21 | 22 | 23 | 24 |
| 25 | 26 | 27 | 28 | 29 | 30 |
| 31 | 32 | 33 | 34 | 35 | 36 |
| -- | -- | -- | -- | -- | -- |

Каждый игрок выбирает себе спецтему. Клетки с вопросами по этой теме окрашены в цвет пульта игрока (красный, жёлтый или синий). Также существует категория «Общие вопросы» (клетки этой темы окрашены в серебристый цвет).
При правильном ответе на вопрос темы «Общие вопросы», своей темы или темы соперника игрок получает 1, 2 или 3 балла соответственно.
Всего задаётся по 9 вопросов каждому игроку. Игрок с максимальным количеством очков выигрывает. После третьего, шестого и девятого кругов на экран выводится турнирная таблица. Игра может быть завершена досрочно, если лидера даже теоретически никто не имеет возможности обойти. Если после 9-ти кругов вопросов один лидер не определился, вопросы продолжают задаваться до тех пор, пока на табло остаются вопросы. Если и в этом случае победитель не выявлен, проводится дополнительный конкурс.

## Закрытие
25 декабря 2012 года руководством СТС было объявлено о закрытии передачи «в связи с изменением бюджетной политики канала». Последний эфир состоялся 31 декабря 2012 года.
Спустя полгода телеигра была закрыта и на Украине по причине низких рейтингов. Последний выпуск вышел 23 июня 2013 года.

## Регламент сезона
Из 48 членов клуба по результатам полуфинальных игр прошлого сезона (по рейтингу набранных баллов) отсеивается определённое количество игроков, которые должны отстоять своё членство в отборочных играх. Количество отсеянных в отборочные равно количеству отборочных игр следующего сезона, умноженному на три. Также там принимают участие игроки, прошедшие кастинг. Из каждой отборочной игры в клуб проходят по три игрока. Члены клуба участвуют в полуфинальных играх. Проводится четыре полуфинальных игры, которые определяют состав игроков на суперфинал. Туда попадают по 3 игрока из каждого полуфинала. Суперфинал является завершающей игрой сезона. Победитель суперфинала становится чемпионом сезона.

## Награды и номинации
| Год  | Премия       | Категория             | Результат |
| ---- | ------------ | --------------------- | --------- |
| 2003 | «ТЭФИ-2003»  | «Программа для детей» | Номинация |
| 2004 | «ТЭФИ-2004»  | «Программа для детей» | Победа    |
| 2006 | «ТЭФИ-2006»  | «Программа для детей» | Номинация |
| 2008 | «ТЭФИ-2008»  | «Программа для детей» | Номинация |
| 2008 | «Телетріумф» | «Детская программа»   | Победа    |
| 2009 | «ТЭФИ-2009»  | «Телевизионная игра»  | Победа    |
| 2010 | «ТЭФИ-2010»  | «Телевизионная игра»  | Номинация |

## Победители регулярных чемпионатов
- Сезон 2003 года.
  - Старшая лига: чемпион Георгий Молощенков (Москва, Россия).
- Сезон зима-весна 2004 года.
  - Младшая лига: чемпион Марина Минциковская (Киев, Украина).
- Сезон осень-зима 2004 года.
  - Младшая лига: чемпион Андрей Овсянников (Миргород, Украина).
  - Старшая лига: чемпион Георгий Молощенков (Москва, Россия).
- Сезон зима-весна 2005 года.
  - Младшая лига: чемпион Александр Ветчинов (Киев, Украина).
  - Старшая лига: чемпион Дмитрий Чумаков (Одесса, Украина).
- Сезон осень-зима 2005 года.
  - Младшая лига: чемпион Андрей Овсянников (Миргород, Украина).
  - Старшая лига: чемпион Наталья Новикова (Ижевск, Россия).
- Сезон зима-весна 2006 года.
  - Младшая лига: чемпион Андрей Овсянников (Миргород, Украина).
  - Старшая лига: чемпион Алексей Попов (Москва, Россия).

После данного сезона произошла смена поколений — Старшая лига ушла, Младшая стала Старшей, и была набрана новая Младшая лига.
- Сезон осень-зима 2006 года.
  - Младшая лига: чемпион Станислав Шипачёв (Казань, Россия).
  - Старшая лига: чемпион Александр Ветчинов (Киев, Украина).
- Сезон зима-весна 2007 года.
  - Младшая лига: чемпион Руслан Самойлов (Харьков, Украина).
  - Старшая лига: чемпион Андрей Сидоренко (Акимовка, Украина).
- Сезон осень-зима 2007 года.
  - Младшая лига: чемпион Андрей Боев (Курск, Россия).
  - Старшая лига: чемпион Валерия Лазаренко (Киев, Украина).
- Сезон зима-весна 2008 года.
  - Младшая лига: чемпион Андрей Боев (Курск, Россия).
  - Старшая лига: чемпион Дарья Тарасова (Нижний Новгород, Россия).

После данного сезона произошла смена поколений — Старшая лига ушла, Младшая стала Старшей, и была набрана новая Младшая лига.
- Сезон осень-зима 2008 года.
  - Младшая лига: чемпион Алексей Малышев (Севастополь, Украина).
  - Старшая лига: чемпион Станислав Шипачёв (Казань, Россия).
  - Золотая лига: чемпион Никита Торжевский (Нежин, Украина).

После данного сезона введена Золотая лига, в которой участие могут принимать старшеклассники и студенты. С того момента в игре три лиги: в сезоне участвуют две, одна пропускает.
- Сезон зима-весна 2009 года.
  - Младшая лига: чемпион Антон Окороков (Богородицк, Россия).
  - Золотая лига: чемпион Александр Ветчинов (Киев, Украина).
- Сезон осень-зима 2009 года.
  - Старшая лига: чемпион Иван Сидоров (Чебоксары, Россия)
  - Золотая лига: чемпион Андрей Воронов (Москва, Россия)
- Сезон зима-весна 2010 года
  - Младшая лига: чемпион Денис Галиакберов (Казань, Россия)
  - Старшая лига: чемпион Иван Сидоров (Чебоксары, Россия)

После данного сезона произошла смена поколений — Старшая лига влилась в Золотую, Младшая стала Старшей, и была набрана новая Младшая лига.
- Сезон осень-зима 2010 года
  - Младшая лига: чемпион Олег Гуменюк (Москва, Россия)
  - Золотая лига: чемпион Станислав Шипачёв (Казань, Россия)
- Сезон зима-весна 2011 года
  - Младшая лига: чемпион Олег Гуменюк (Москва, Россия)
  - Старшая лига: чемпион Арсений Ламеко (Санкт-Петербург, Россия)
- Сезон осень-зима 2011 года
  - Младшая лига: чемпион Александра Носатова (Белгород, Россия)
  - Золотая лига: чемпион Борис Белозёров (Волгоград, Россия)
- Сезон зима-весна 2012 года
  - Младшая лига: чемпион Александра Носатова (Белгород, Россия)
  - Старшая лига: чемпион Антон Окороков (Богородицк, Россия).
- Сезон осень-зима 2012 года
  - Золотая лига: чемпион Александр Ветчинов (Киев, Украина)

После данного сезона произошли смена поколений и смена правил игры.
- Сезон зима-весна 2013 года (показан только на Украине)
  - Младшая лига: чемпион Павел Ильчук (Красногорск, Россия)

После 9 лет закрытия на телеэкраны выходит адаптация "Умнее всех".
- Сезон весна-лето 2023 года
  - Чемпион Лидия Москвина (Москва, Россия) - выигрыш 1 202 000 рублей

## Спецпроекты

### С участием членов «Клуба самых умных» и родителей
В истории программы «Самый умный» было несколько спецпроектов, транслирующихся во время сезонных игр:
- «Самая умная мама» (январь 2007 года);
- «Самый умный папа» (январь 2007 года);
- «Самый умный: Лига романтиков» (парная игра, где участвовали выпускники передачи 2006 года с партнёрами противоположного пола, показана 14 февраля 2008 года), в которой победителями стали Виолетта Скрипникова и Юрий Яковлев;
- Самые умные родители с игроками — «Родительский день» (показано 7 сентября 2008 года, победитель — команда Гапоновых);
- «Год учителя» — игроки «Самого умного» выступают вместе со своими учителями (показано 5 сентября 2010 года, победители — Борис Белозёров и Лилия Букаева);
- «Игра чемпионов» — с участием игроков, выигрывавших суперфиналы регулярных чемпионатов. Показана по телеканалу «Интер» 30 января, по СТС — 6 февраля 2011 года. Победитель — Валерия Лазаренко.

### С участием нерегулярных игроков
- В 2003 году состоялось несколько игр в формате встреч сборных России и сборной Украины. Первый раунд состоял из двух частей — играли 12 россиян и 12 украинцев по очереди, во второй тур выходило по 3 человека от каждой сборной. Далее, как в нынешнем формате, в финал выходило 3 человека. Были проведены игры «Самый умный учитель» (победитель — представитель Украины, Борис Фролов), «Самый умный родитель» (победитель — представитель России, Алексей Богословский), «Самый умный врач» (победитель — представитель Украины, Алексей Баженов) и «Самый умный военный» (эта игра была записана 12 апреля и вышла в эфир 9 мая 2003 года. Победил представитель Украины Леонид Владимирович Панюшкин).
- С 2002 по 2006 год в рекламных блоках выходили спецвыпуски, в которых определялся самый умный человек из четырёх опрошенных. Нужно было дать как можно больше правильных ответов за 20 секунд. Среди опрашиваемых были как простые люди, так и звёзды. В 2003 году был снят шуточный выпуск с участием персонажей Дмитрия Нагиева и Сергея Роста из сериала «Осторожно, модерн! 2»[16][17]. Также был снят выпуск с участниками «Квартета И» — единственный выпуск, в котором все участники не дали ни одного правильного ответа.
- В 2007 году, вслед за подобными примерами в игре «Кто хочет стать миллионером?», в телеигре «Самый умный» участвовали известные люди. В первом выпуске «звёздных войн» в сентябре 2007 года участвовали актёры сериала «Кадетство», и победил Кирилл Емельянов. В игре молодых исполнителей победителем вышел Александр Бердников. В игре знатоков из «Что? Где? Когда?» победителем стал Михаил Малкин. Также, была игра с действующими и бывшими участниками КВН, в которой выиграл Сергей Сивохо.

На Украине некоторое время шла передача «Найрозумніший» со взрослыми участниками, которую вёл Павел Скороходько. В первом выпуске этого проекта победила ведущая «Самого умного» Тина Канделаки.
Впоследствии оба проекта с нерегулярными игроками перестали выходить в эфир.

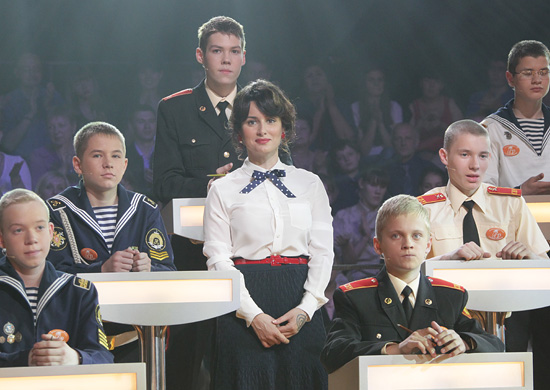
На съёмках телепередачи «Самый умный кадет», 2012 год

- С 24 июля по 4 сентября 2011 года телеканал СТС выпустил совместный проект с Минобороны России — «Самый умный кадет». В игре принимали участие воспитанники шести довузовских учебных заведений военного ведомства: Московского, Тверского, Санкт-Петербургского суворовских военных училищ, Кронштадтского морского кадетского корпуса, Оренбургского президентского кадетского училища и Пансиона воспитанниц МО РФ.

Участники, занявшие 1-е и 2-е места в отборочных играх, сразились за звание «Самого умного» в финале:
- Московское суворовское военное училище — Иван Казаев (1 место), Марат Муссов (2 место);
- Тверское суворовское военное училище — Александр Егоров (1 место), Егор Фаллер (2 место);
- Санкт-Петербургское суворовское военное училище — Богдан Хмиляр (1 место), Никита Михайлец (2 место);
- Кронштадтский морской кадетский корпус — Николай Фомин (1 место), Ким Смирнов (2 место);
- Оренбургское президентское кадетское училище — Сергей Каратеев (1 место), Никита Макаров (2 место);
- Пансион воспитанниц Министерства обороны РФ — Анастасия Варламова (1 место), Анастасия Борщева (2 место);

Победителем серии игр стал Александр Егоров, учащийся Тверского суворовского военного училища.
На Украине игры кадетов не демонстрировались.